# Bauhaus-Kleid
Das Bauhaus-Kleid ist ein von Lis Beyer-Volger 1928 am Bauhaus in Dessau entworfenes Kleid im Etuistil.

## Beschreibung
Das Bauhaus-Kleid gehört zu den wenigen Kleidungsstücken, die am Bauhaus entworfen wurden und sich bis heute erhalten haben.
Das Kleid hat einen geraden, leicht taillierten Schnitt im Stil des von Coco Chanel 1926 vorgestellten Etuikleides, welches als Kleines Schwarzes in die Modegeschichte eingegangen ist. Lis Beyer wählte als Stoff ein Materialgemisch aus gewebter Baumwolle und Kunstseide. Das Kleid weist als Muster unterschiedliche starke graue und blaue Querstreifen auf und ist in zarten, blassblauen Farbtönen gehalten, was die Grobheit des Materials aufhebt.
Die Gesamtlänge des Kleidungsstücks beträgt 101 Zentimeter. Beim Tragen endet das Kleid knapp über dem Knie und galt damit zum Entstehungszeitpunkt als Minikleid. Aufgrund seiner Taille, der Kürze und des Dekolletés wird angenommen, dass das Kleid damals anstoßerregend wirkte. In der Form reduzierte Lis Beyer-Volger ihren Kleiderentwurf  auf ein puristisch-funktionales Minimum. Es zeigt sich schlicht und einfach und wirkt dennoch anmutig. Laut dem Modeschöpfer Wolfgang Joop habe das Kleid ihre Trägerinnen von der „Rolle des dekorativen Prestigeobjekts der herrischen Männergesellschaft erlöst“.
Der Stoff des Kleides wurde von Lis Beyer in der Werkstatt für Weberei am Bauhaus in Dessau gewebt; dort entstand auch das Kleid. Es ist nicht mehr im Originalzustand erhalten. In den 1960er Jahren wurde es umgearbeitet, was am Nähfaden erkennbar ist.